# Bobakilandy
Bokakilandy est une commune rurale dans la région Nord ouest de Madagascar. 

## Géographie
Bokakilandy se situe dans la ceinture d'Ambre, district  Antsinanana II, dans la région DIANA , province Antsiranana à Madagascar dans la continent Afrique.